# Europäische Studienakademie Kälte-Klima-Lüftung
Die Europäische Studienakademie Kälte-Klima-Lüftung (ESaK) bildet seit 2004 Dipl.-Ing. (BA) Kältesystemtechnik und Dipl.-Ing. (BA) Klimasystemtechnik aus. Inzwischen wurde auf den Abschluss Bachelor of Science in den Fachrichtungen Kältetechnik und Klimatechnik umgestellt. Die ESaK ist in Maintal bei Frankfurt am Main beheimatet und bietet mit ihren Studiengängen ein bundesweites Ausbildungsangebot.

## Allgemeines
Neben Universitäten und Fachhochschulen sind Berufsakademien Bildungseinrichtungen im Hochschulsektor mit einer starken Praxisorientierung, die über ein duales Studium realisiert wird. Die Studenten der Europäischen Studienakademie Kälte-Klima-Lüftung (ESaK) sind während ihres sechssemestrigen Studiums zur Hälfte an der Berufsakademie und zur anderen Hälfte bei einem so genannten Praxispartner im Betrieb. Die Studierenden werden dadurch frühzeitig mit dem branchen- und unternehmensspezifischen Umfeld vertraut gemacht und bereits während ihres Studiums auf die besonderen Anforderungen in ihrem Unternehmen vorbereitet. Träger der ESaK ist die Landesinnung Kälte-Klima-Technik Hessen-Thüringen/Baden-Württemberg.

### Studienverlauf
Die Theoriephasen bestehen aus Vorlesungen in den Bereichen Technik und Wirtschaftswissenschaften. Weitere Veranstaltungen, wie Englisch und Projektmanagement, runden die Studieninhalte ab. Jede Theoriephase wird mit Prüfungen abgeschlossen. In den Praxisphasen arbeiten die Studenten beim Praxispartner in ausgewählten Funktionsbereichen mit. Die Studierenden verfassen über diese Phasen Praxisberichte. Die Theoriephase des 4. Semesters schließt die Ausbildung im Grundstudium ab. In den Kernfächern der Kälte- und Klimatechnik und Wirtschaftswissenschaften sind von den Studierenden Klausuren zu bestehen. Diese bilden zusammen mit der im Unternehmen angefertigten Assistentenarbeit die Zwischenprüfung. Die bestandene Zwischenprüfung ist gleichzeitig der Abschluss als Kälte- und Klimasystemtechnik Assistent/in (BA). Im Grundstudium belegen alle Studierenden Fächer aus folgenden Lehrgebieten:
- Mathematik: Lin. Algebra, Logik, Analysis, Stochastik, Numerik; Englisch
- Thermodynamik und Technische Mechanik
- Verfahren der Kälteerzeugung und Komponenten der Kälte- und Klimatechnik
- Grundlagen Klimatechnik
- Betriebs- und Hilfsstoffe
- Elektrotechnik, Mess-, Steuerungs- und Regelungstechnik
- Grundlagen der Informationstechnik, CAD-Anwendungen
- Recht; BGB, Handels- und Gesellschaftsrecht, Datenrecht, Urheber-/Lizenzrecht
- Allg. BWL: Bilanzierung, Kosten- und Leistungsrechnung, Investitions- und   Entscheidungstheorie, Betriebl. Steuerlehre
- Methoden- und Sozialkompetenz: Präsentations- und Arbeitstechniken, Selbst- und   Zeitmanagement, Projektmanagement, Arbeitsmotivation und Mitarbeiterführung

Die fünfte und sechste Theoriephase im 5. und 6. Semester vermitteln die notwendigen Kenntnisse, um eigenständig in Projekten mitzuarbeiten. Das Studienangebot an der Berufsakademie bietet dabei den Studierenden Vertiefungsmöglichkeiten durch aktuelle Wahlpflichtfächer. In der fünften Praxisphase ist eine Studienarbeit anzufertigen. Diese Aufgabe sollte aus dem fachlichen Umfeld der Diplomarbeit erstellt werden. Die Anfertigung der Diplomarbeit erfolgt in der sechsten Praxisphase und schließt das Studium ab. Im Vertiefungsstudium findet eine Differenzierung nach Studienschwerpunkt und Studienrichtung statt. Unter anderem werden Inhalte aus folgenden Bereichen angeboten:
Kältesystemtechnik
- Schaltungen von Kälteanlagen
- Sonderkälteanlagen
- Projektierungsgrundlagen
- Komponentenauswahl
- Inbetriebnahme, Einregulierung, Übergabe und Wartung von Kälteanlagen

Klimasystemtechnik
- Zentralklimaanlage
- Wärmepumpen, Kaltwassersätze
- Grundlagen, Planung, Konzeption, Heizung, Sanitär, Gas, Gebäudeleittechnik
- Projektierungsgrundlagen
- Angebot und Ausführung, Inbetriebnahme, Einregulierung, Übergabe und Wartung von Klimaanlagen

In der dreijährigen Studienzeit werden die Studenten in den Praxisphasen ihren Betrieb mit seinen spezifischen Zielsetzungen und seinen Mitarbeitern kennenlernen. Neben der notwendigen fachlichen Qualifikation erwerben die Studierenden auch soziale Kompetenzen. Bei der Erfüllung der Aufgabe, die Studierenden für den Beruf zu qualifizieren, ergänzen sich der Lernort für die Praxis (die Unternehmen) und die Theorie, vermittelt durch die Berufsakademie.

### Zugangsvoraussetzungen
Für die Zulassung in das Studium (BA) an der Europäischen Studienakademie Kälte-Klima-Lüftung in Maintal sind Abitur oder Fachhochschulreife notwendig.
Andere Zugangsqualifikationen (z. B.: Meister/Techniker) werden unter bestimmten Voraussetzungen ebenfalls zugelassen.